# Apollon et Daphné (Tiepolo)
Pour les articles homonymes, voir Apollon et Daphné.
 (juin 2017).
Apollon et Daphné est une peinture de Giovanni Battista Tiepolo réalisée entre 1743 et 1744 conservée actuellement au département des peintures italiennes au musée du Louvre à Paris. 

## Historique de l’œuvre
D'après des croquis de l'artiste, conservés au Victoria & Albert Museum, Tiepolo s'est vraisemblablement inspiré de la célèbre œuvre sculptée par Le Bernin en 1622-1624 actuellement conservée à la Galerie Borghèse à Rome. L'artiste était en effet très influencé par le travail du Bernin, aussi bien en sculpture qu'en architecture.
L'artiste en aurait eu connaissance par la gravure et en aurait produit la transposition colorée.
Ce qui est certain c'est que les deux œuvres puisent leur inspiration dans la mythologie grecque et plus particulièrement dans les Métamorphoses d'Ovide (I, 452-567).

## Description de l’œuvre

### Le mythe
Apollon alors qu'il s'est moqué du dieu Éros (connu aussi comme Cupidon) va subir la vengeance de celui-ci.
Éros va tirer une flèche d'or sur Apollon, ce qui va le rendre fou amoureux de la nymphe Daphné. Daphné, quant à elle, reçoit une flèche de plomb, ce qui va la dégoûter de l'amour. 
S'ensuit une quête effrénée d'Apollon pour faire la cour à la nymphe qui refuse toujours ses avances. Finalement, Apollon tentera de la conquérir par la force. Pour tenter de lui échapper, Daphné court aussi vite qu'elle le peut, mais finalement elle s'épuise et comprend qu'Apollon va la rattraper. Elle va alors demander à son père, le dieu fleuve Pénée, de lui venir en aide et il va alors la métamorphoser en laurier.

### Descriptif
Il s'agit d'une huile sur toile de 79 × 96 cm qui représente la fin de cette poursuite effrénée, puisqu'on peut voir la main de Daphné qui commence à se transformer en laurier. Elle esquisse un mouvement pour se retourner, sentant Apollon tout prêt, mais sa métamorphose a déjà commencé. Au premier plan, on voit un homme aux cheveux blancs qui arrête Daphné dans sa course ; il s'agit du fleuve Alphée, mais certains y verront son père, le fleuve Pénée.
Ce tableau, à l'image de Tiepolo, est profondément vénitien, de par le sujet traité : la mythologie, mais aussi dans la composition du tableau : très ornementée. Pourtant les physionomies des personnages restent originales pour cet artiste, car elles s'apparentent plus à celles des contemporains français. Ce qui rend cette œuvre unique c'est la façon dont le drame transparaît sur les traits des personnages.